# Blake Ritson
Blake Ritson, född 14 januari 1978 i London, är en brittisk skådespelare.
Ritson har bland annat medverkat i tv-serierna Emma från 2009, Da Vinci's Demons (2013–2015) och The Gilded Age från 2022.

## Filmografi (i urval)
- 2006 – Ett fall för Frost (TV-serie)
- 2009 – Emma (2009) (TV-serie)
- 2013–2015 – Da Vinci's Demons (TV-serie)
- 2022 – The Gilded Age (TV-serie)